# Umspannwerk Dürnrohr

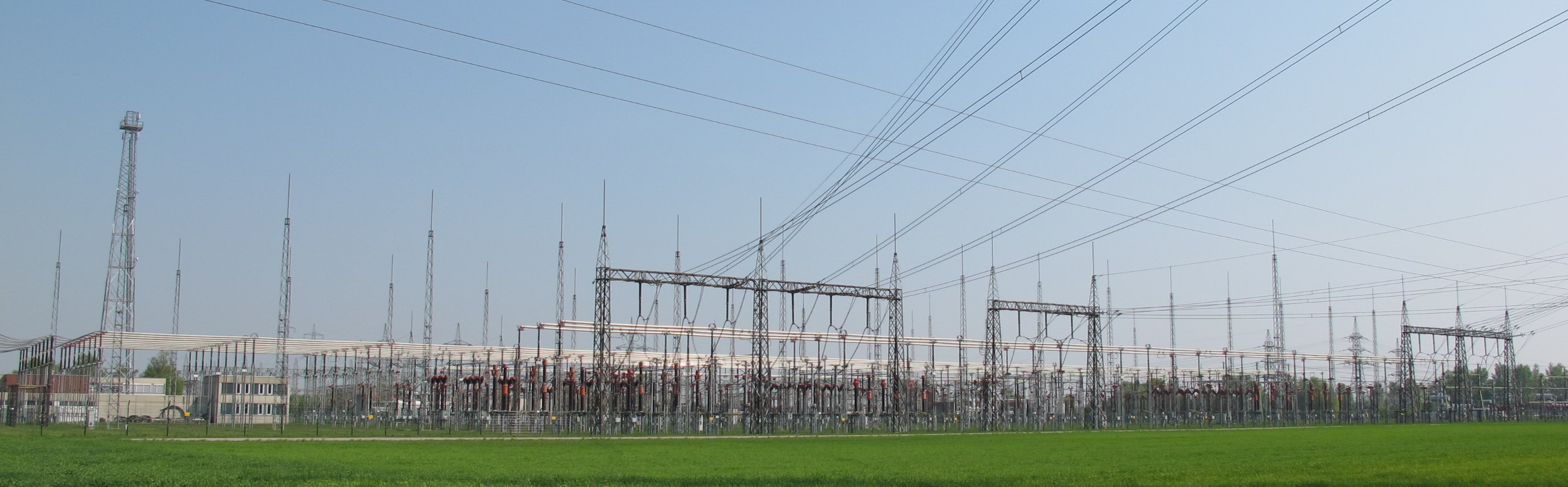
Panoramaansicht östliches 400-kV-Freiluftschaltfeld

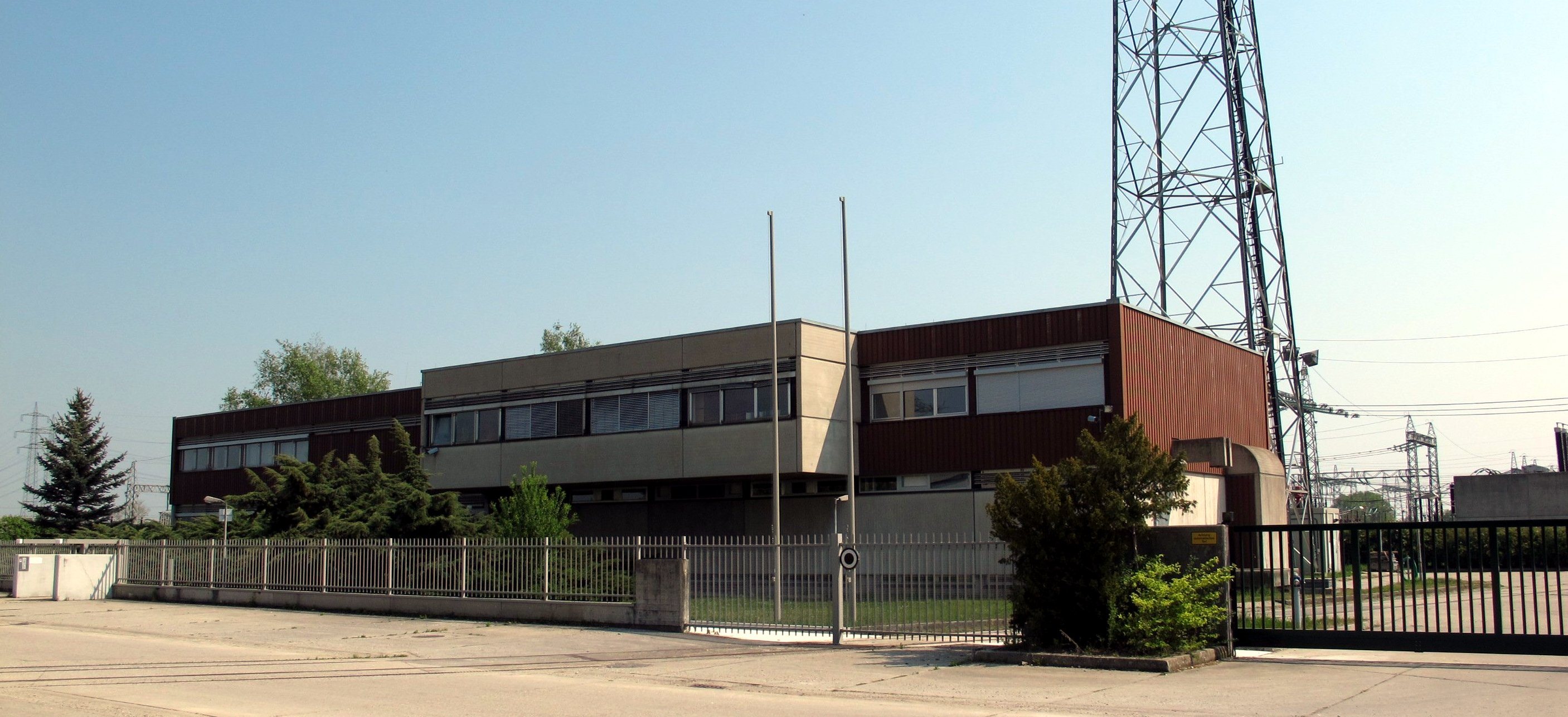
Netzleitwarte

Das Umspannwerk Dürnrohr ist ein Umspannwerk zwischen den 110-kV-, 220-kV- und 380-kV-Ebenen in Zwentendorf-Dürnrohr in Niederösterreich. Es ist Teil des österreichischen 380-kV-Hochspannungsringes und wird von der Austrian Power Grid (APG) betrieben.

## Geschichte
Das Werk ging 1976 in Betrieb und war Ausgangspunkt der ersten innerösterreichischen 380-kV-Leitung über Etzersdorf nach Ernsthofen. Es übernimmt den Abtransport des vom Donaukraftwerk Altenwörth und vom Kohlekraftwerk Dürnrohr erzeugten Stroms. Das Kernkraftwerk Zwentendorf hätte ebenfalls in dieses Umspannwerk eingespeist, ging aber nie in Betrieb. Daneben enthält das Umspannwerk auch eine Netzleitwarte, die zum Teil Daten per Richtfunk erhält und sendet, weshalb sich auf dem Stationsareal seit 1976 ein Richtfunkturm bei 48° 19′ 45.3″ N, 15° 53′ 0″ O befindet. Dieser Turm war ursprünglich 75 Meter hoch. Heute misst seine Höhe nur noch 63 Meter.
Zu Beginn der 1980er Jahre wurde das Umspannwerk Dürnrohr um die Gleichstromkurzkupplung Dürnrohr erweitert. Diese ermöglichte einen Stromaustausch mit Tschechien, dessen Stromnetz damals nicht synchron mit dem österreichischen war. Die Zusammenschaltung in den kontinentaleuropäischen Netzverbund erfolgte 1995. Dadurch wurde die Gleichstromkurzkupplung entbehrlich. Seit 2007 ist von ihr nur noch die heute als Werkstatt genutzte Stromrichterhalle vorhanden. Es existieren auch eine SVC-Anlage und umfangreiche Blindleistungskompensatoren.
Ende der 1980er Jahre wurde zusammen mit dem neu errichteten Kraftwerk Dürnrohr eine 380-kV-Leitung über die Umspannwerke Bisamberg und Sarasdorf nach Wien-Südost gebaut. Diese Leitung ist Bestandteil des 380-kV-Hochspannungsringes und als eine der wenigen in Österreich für eine Aufnahme von vier 380-kV-Stromkreisen ausgelegt, wurde jedoch zuerst nur mit zwei Stromkreisen betrieben. Im Zuge der steigenden Energieerzeugung durch Windkraftanlagen im Weinviertel wurden in den Jahren 2013 bis 2014 die beiden noch fehlenden Stromkreise aufgelegt.

## Abgehende Leitungen

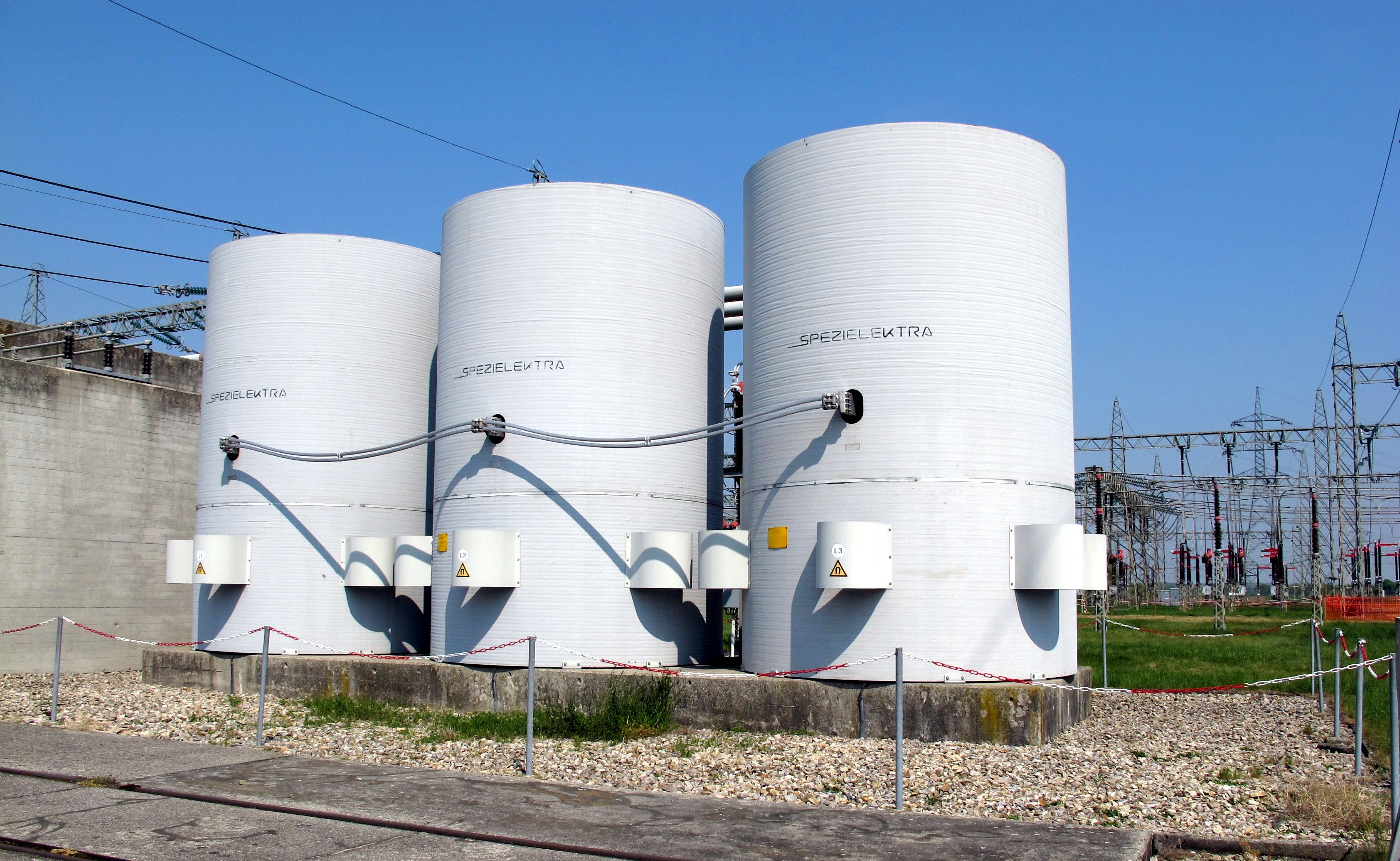
Dreiphasen-Luftdrossel neben dem 400/220-kV-Kuppeltransformator

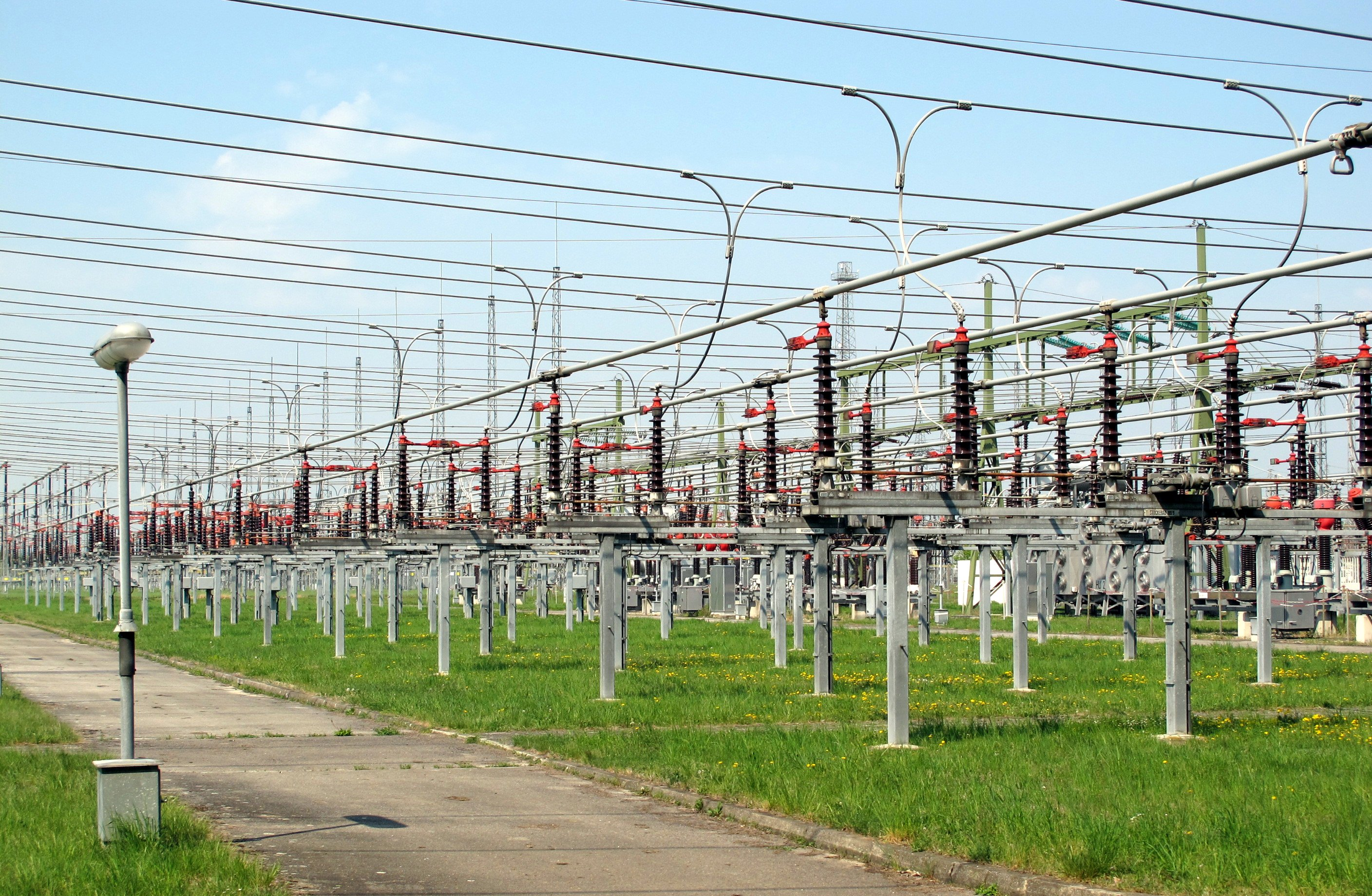
110-kV-Freiluftschaltfeld mit Sammelschienen und Drehtrennschaltern

### 380 kV
- Slavetice (Tschechien): zwei Systeme (1983–2008 nur ein System)
- Etzersdorf (zwei Systeme)
- Wien-Südost (vier Systeme)
- Kraftwerk Dürnrohr (ein System)

### 220 kV
- Kraftwerk Altenwörth (drei Systeme)
- Bisamberg (zwei Systeme)
- Kernkraftwerk Zwentendorf (ein System)

### 110 kV
- Waidhofen (zwei Systeme)
- Gedersdorf (zwei Systeme)
- Kernkraftwerk Zwentendorf (ein System)
- Kraftwerk Dürnrohr (zwei Systeme)
- Tulln (zwei Systeme)